# Altonaer Fußball-Club von 1893 1996-1997
Questa voce raccoglie le informazioni riguardanti l'Altonaer Fußball-Club von 1893 nelle competizioni ufficiali della stagione 1996-1997.

## Stagione
Nella stagione 1996-1997 l'Altona 93, allenato da Andreas Klobedanz, concluse il campionato di Regionalliga nord al 15º posto e fu retrocesso in Oberliga.

## Rosa
| N. |                     | Ruolo | Calciatore        |
| -- | ------------------- | ----- | ----------------- |
|    | Germania (bandiera) | D     | Andreas Klinkmann |
|    | Germania (bandiera) | D     | Roy Witte         |
|    | Germania (bandiera) | C     | Bernd Bressem     |
|    | Germania (bandiera) | C     | Thorsten Koy      |

| N. |                     | Ruolo | Calciatore       |
| -- | ------------------- | ----- | ---------------- |
|    | Ghana (bandiera)    | A     | Mohamed Mouktar  |
|    | Germania (bandiera) | A     | Andreas Prohn    |
|    | Germania (bandiera) | A     | Lutz Schwerinski |

## Organigramma societario
Area tecnica
- Allenatore: Andreas Klobedanz
- Allenatore in seconda: Thorsten Koy
- Preparatore dei portieri:
- Preparatori atletici:
- Analisi video:

## Calciomercato

### Sessione estiva
| Acquisti | Acquisti        | Acquisti          | Acquisti |
| R.       | Nome            | da                | Modalità |
| -------- | --------------- | ----------------- | -------- |
| A        | Mohamed Mouktar | Amburgo II        |          |
| C        | Bernd Bressem   | Concordia Amburgo |          |

| Cessioni | Cessioni | Cessioni | Cessioni |
| R.       | Nome     | a        | Modalità |
| -------- | -------- | -------- | -------- |

### Sessione invernale
| Acquisti | Acquisti         | Acquisti | Acquisti |
| R.       | Nome             | da       | Modalità |
| -------- | ---------------- | -------- | -------- |
| A        | Lutz Schwerinski | Lubecca  |          |

| Cessioni | Cessioni | Cessioni | Cessioni |
| R.       | Nome     | a        | Modalità |
| -------- | -------- | -------- | -------- |

## Risultati

### Regionalliga

#### Girone di andata
| 3 agosto 1996, ore 15:00 CEST 1ª giornata | Lurup | 1 – 1 | Altona 93 |  |

| 11 agosto 1996, ore 15:00 CEST 2ª giornata | Altona 93 | 5 – 0 | Lüneburger |  |

| 16 agosto 1996, ore 18:00 CEST 3ª giornata | Eintracht Braunschweig | 2 – 0 | Altona 93 |  |

| 25 agosto 1996, ore 15:00 CEST 4ª giornata | Altona 93 | 0 – 4 | Norderstedt |  |

| 1º settembre 1996, ore 15:00 CEST 5ª giornata | Wilhelmshaven | 1 – 1 | Altona 93 |  |

| 8 settembre 1996, ore 15:00 CEST 6ª giornata | Altona 93 | 2 – 0 | St. Pauli II |  |

| 15 settembre 1996, ore 15:00 CEST 7ª giornata | S.F. Ricklingen | 2 – 0 | Altona 93 |  |

| 20 settembre 1996, ore 18:00 CEST 8ª giornata | Altona 93 | 0 – 2 | Werder Brema II |  |

| 27 settembre 1996, ore 18:00 CEST 9ª giornata | Concordia Amburgo | 4 – 0 | Altona 93 |  |

| 6 ottobre 1996, ore 15:00 CEST 10ª giornata | Altona 93 | 2 – 2 | Kickers Emden |  |

| 11 ottobre 1996, ore 18:00 CEST 11ª giornata | TuS Celle | 3 – 1 | Altona 93 |  |

| 18 ottobre 1996, ore 18:00 CEST 12ª giornata | Altona 93 | 1 – 5 | Amburgo II |  |

| 26 ottobre 1996, ore 15:00 CEST 13ª giornata | Göttingen | 1 – 1 | Altona 93 |  |

| 3 novembre 1996, ore 15:00 CET 14ª giornata | Altona 93 | 1 – 0 | Herzlake |  |

| 8 novembre 1996, ore 18:00 CET 15ª giornata | Osnabrück | 1 – 0 | Altona 93 |  |

| 15 novembre 1996, ore 18:00 CET 16ª giornata | Hannover 96 | 4 – 0 | Altona 93 |  |

| 22 novembre 1996, ore 18:00 CET 17ª giornata | Altona 93 | 0 – 3 | Atlas Delmenhorst |  |

#### Girone di ritorno
| 28 marzo 1997, ore 15:00 CET 18ª giornata | Altona 93 | 2 – 2 | Lurup |  |

| 8 dicembre 1996, ore 15:00 CET 19ª giornata | Lüneburger | 2 – 0 | Altona 93 |  |

| 14 dicembre 1996, ore 14:00 CET 20ª giornata | Altona 93 | 0 – 2 | Eintracht Braunschweig |  |

| 2 febbraio 1997, ore 15:00 CET 21ª giornata | Norderstedt | 0 – 2 | Altona 93 |  |

| 31 marzo 1997, ore 15:00 CEST 22ª giornata | Altona 93 | 3 – 3 | Wilhelmshaven |  |

| 19 marzo 1997, ore 19:00 CET 23ª giornata | St. Pauli II | 0 – 0 | Altona 93 |  |

| 23 febbraio 1997, ore 15:00 CET 24ª giornata | Altona 93 | 2 – 1 | S.F. Ricklingen |  |

| 2 marzo 1997, ore 15:00 CET 25ª giornata | Werder Brema II | 0 – 1 | Altona 93 |  |

| 7 marzo 1997, ore 19:00 CET 26ª giornata | Altona 93 | 2 – 1 | Concordia Amburgo |  |

| 15 marzo 1997, ore 15:00 CET 27ª giornata | Kickers Emden | 1 – 1 | Altona 93 |  |

| 23 marzo 1997, ore 15:00 CET 28ª giornata | Altona 93 | 1 – 2 | TuS Celle |  |

| 4 aprile 1997, ore 19:00 CEST 29ª giornata | Amburgo II | 6 – 0 | Altona 93 |  |

| 13 aprile 1997, ore 15:00 CEST 30ª giornata | Altona 93 | 1 – 1 | Göttingen |  |

| 27 aprile 1997, ore 15:00 CEST 31ª giornata | Herzlake | 1 – 0 | Altona 93 |  |

| 4 maggio 1997, ore 15:00 CEST 32ª giornata | Altona 93 | 0 – 1 | Osnabrück |  |

| 11 maggio 1997, ore 15:00 CEST 33ª giornata | Altona 93 | 1 – 6 | Hannover 96 |  |

| 25 maggio 1997, ore 15:00 CEST 34ª giornata | Atlas Delmenhorst | 4 – 2 | Altona 93 |  |

## Statistiche

### Statistiche di squadra
| Competizione      | Punti | In casa | In casa | In casa | In casa | In casa | In casa | In trasferta | In trasferta | In trasferta | In trasferta | In trasferta | In trasferta | Totale | Totale | Totale | Totale | Totale | Totale | DR  |
| Competizione      | Punti | G       | V       | N       | P       | Gf      | Gs      | G            | V            | N            | P            | Gf           | Gs           | G      | V      | N      | P      | Gf     | Gs     | DR  |
| ----------------- | ----- | ------- | ------- | ------- | ------- | ------- | ------- | ------------ | ------------ | ------------ | ------------ | ------------ | ------------ | ------ | ------ | ------ | ------ | ------ | ------ | --- |
| Regionalliga nord | 30    | 17      | 5       | 4       | 8       | 23      | 35      | 17           | 2            | 5            | 10           | 10           | 33           | 34     | 7      | 9      | 18     | 33     | 68     | -35 |
| Totale            | 30    | 17      | 5       | 4       | 8       | 23      | 35      | 17           | 2            | 5            | 10           | 10           | 33           | 34     | 7      | 9      | 18     | 33     | 68     | -35 |

### Andamento in campionato
| Giornata  | 1 | 2 | 3 | 4  | 5  | 6 | 7  | 8  | 9  | 10 | 11 | 12 | 13 | 14 | 15 | 16 | 17 | 18 | 19 | 20 | 21 | 22 | 23 | 24 | 25 | 26 | 27 | 28 | 29 | 30 | 31 | 32 | 33 | 34 |
| --------- | - | - | - | -- | -- | - | -- | -- | -- | -- | -- | -- | -- | -- | -- | -- | -- | -- | -- | -- | -- | -- | -- | -- | -- | -- | -- | -- | -- | -- | -- | -- | -- | -- |
| Luogo     | T | C | T | C  | T  | C | T  | C  | T  | C  | T  | C  | T  | C  | T  | T  | C  | C  | T  | C  | T  | C  | T  | C  | T  | C  | T  | C  | T  | C  | T  | C  | C  | T  |
| Risultato | N | V | P | P  | N  | V | P  | P  | P  | N  | P  | P  | N  | V  | P  | P  | P  | N  | P  | P  | V  | N  | N  | V  | V  | V  | N  | P  | P  | N  | P  | P  | P  | P  |
| Posizione | 5 | 4 | 7 | 12 | 11 | 9 | 10 | 11 | 13 | 13 | 14 | 15 | 15 | 12 | 13 | 14 | 15 | 16 | 17 | 17 | 16 | 15 | 15 | 15 | 13 | 12 | 12 | 12 | 14 | 14 | 14 | 15 | 15 | 15 |

Legenda:

Luogo: C = Casa; T = Trasferta. Risultato: V = Vittoria; N = Pareggio; P = Sconfitta.